# Crucea, Suceava
Crucea là một xã thuộc hạt Suceava, România. Dân số thời điểm năm 2002 là 2293 người.